# ليه براونلي
ليه براونلي هو سياسي أمريكي، ولد في 11 يوليو 1939 في بامبا في الولايات المتحدة. نشط حزبياً في الحزب الجمهوري. وقد انتخب United States Under Secretary of the Army ‏ وانتخب وزير الجيش الأمريكي ‏.